# Daikin Industries

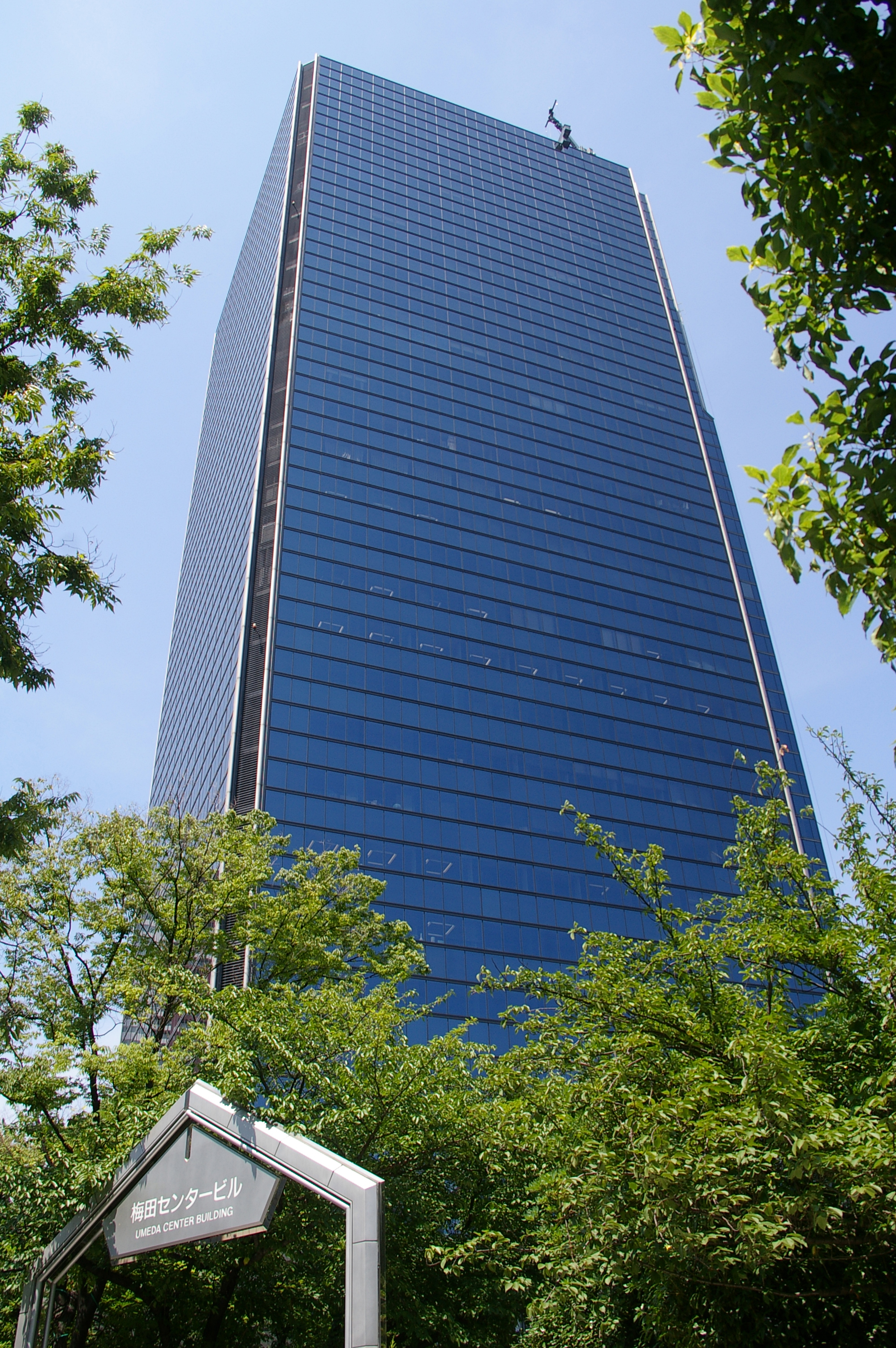
Umeda-Center, Firmensitz (2006)

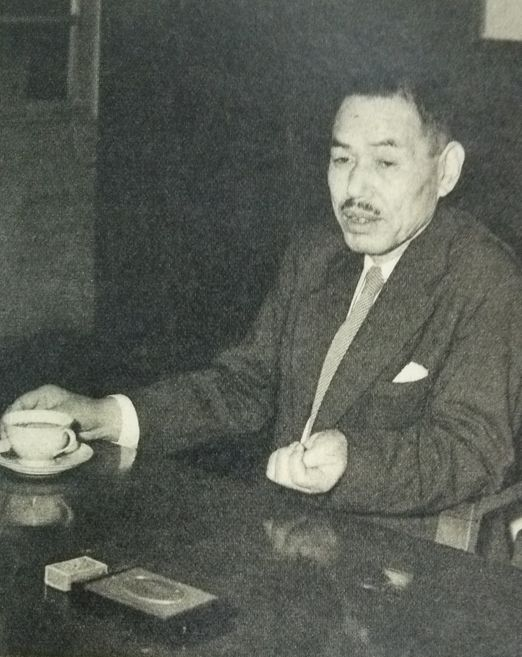
Akira Yamada (1952)

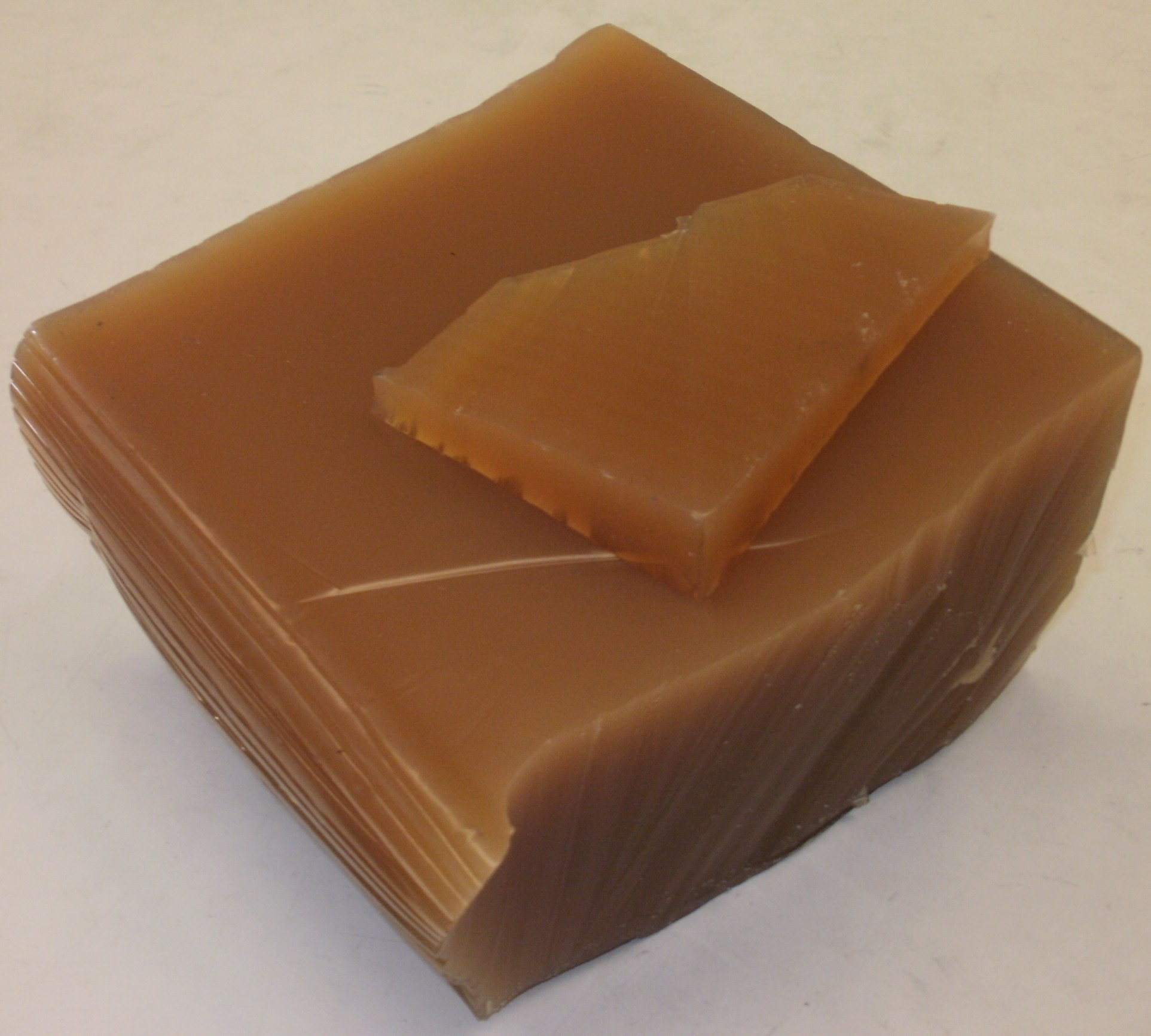
DAI-EL - Fluorpolymer von Daikin, 10 kg

Daikin Industries, Ltd. (jap. ダイキン工業株式会社, Daikin Kōgyō Kabushiki kaisha) ist ein japanisches Unternehmen mit Firmensitz in Osaka, das unter anderem im Aktienindex Nikkei 225 gelistet wird.
Rund 89.000 Mitarbeiter sind im Unternehmen beschäftigt. Leiter des Unternehmens ist Masanori Togawa (Stand: 2022).

## Geschichte
Akira Yamada gründete das Unternehmen 1924 in Osaka als Ōsaka Kinzoku Kōgyōsho (大阪金属工業所) zur Produktion von Kühlerrohren für die Luftfahrt. Mit dem Einstieg in die Forschung nach fluorierten Kältemitteln wurde 1933 der Grundstein für die heutige Weltmarktführerschaft im Bereich Klimaanlagen gelegt. Als erstes Unternehmen in Japan konnte Ōsaka Kinzoku Kōgyō 1935 die Produktion von fluorbasierten Kältemitteln aufnehmen und 1936 Japans erste Klimaanlagen für Züge bereitstellen. Das Produktportfolio verbreiterte sich in den 1950er Jahren um Wärmepumpensysteme und Fluorpolymere und wurde in den folgenden Jahrzehnten kontinuierlich weiterentwickelt und um Innovationen bereichert wie die weltweit erste gewerbliche Multisplit-Klimaanlage VRV oder Ururu Sarara, das erste feuchtigkeitsregulierende Klimagerät ohne gesonderte Wasserzufuhr.
1963 benannte sich Ōsaka Kinzoku Kōgyō in Daikin Kōgyō um. Der Name Daikin ist ein Portmanteauwort aus Ōsaka Kinzoku und setzt sich aus dem ersten Kanji 大 für Ōsaka (dessen On-Lesung dai ist) und dem ersten Kanji 金 für Kinzoku zusammen. Seit 1982 wird außerhalb Japans die englische Variante Daikin Industries verwendet.
Mitte der 1960er Jahre nahm das internationale Geschäft für Daikin an Bedeutung zu. Die erste Niederlassung außerhalb Japans wurde 1969 in Australien gegründet. Es folgten 1973 Daikin Europe in Ostende, Belgien und Vertriebsniederlassungen in Singapur, Thailand und Hongkong in den 1980er Jahren. Produktion und Verkauf der Fluorchemikalien wurden mit der Gründung von Daikin America 1991 sowie Daikin Chemical Europe 1992 ebenfalls ausgeweitet. Ende der 1990er und Anfang der 2000er Jahre fand auch bei der Klima- und Kältetechnik eine massive Verstärkung der weltweiten Produktions- und Vertriebskapazitäten statt; unter anderem wurde 1998 Daikin Airconditioning Germany in Unterhaching gegründet.
Im November 2006 erwarb das Unternehmen die OYL Group, wozu auch das Tochterunternehmen McQuay International gehört. 2015 erwarb man das Kältemittel-Geschäft von Solvay: Die im Industriepark Höchst in Frankfurt am Main gelegene Produktion von unter anderem Kälte- und Treibmitteln für Arzneimittelsprays firmiert seit Mai 2015 als Daikin Refrigerants Europe. Zum Ende Oktober 2017 übernahm man zudem Heroflon, einen italienischen Produzenten von Fluorpolymer-Compounds.
Im Mai 2021 gründete Daikin mit einem südkoreanischen Hersteller von Halbleitergeräten ein Gemeinschaftsunternehmen, um bis Oktober eine Produktionsstätte in Südkorea zu bauen. Daikin ist ein Zulieferer von Samsung Electronics und SK Hynix. 2022 kündigte Daikin den Bau eines neuen Werkes in Łódź, Polen für rund 300 Millionen Euro an, in dem vor allem Wärmepumpen für den gesamteuropäischen Markt hergestellt werden sollen.
Zu Daikin Industries gehören heute unter anderem die deutschen Tochterunternehmen Daikin Airconditioning Germany (mit Sitz in Unterhaching), Daikin Chemical Europe (mit Sitz in Düsseldorf), Daikin Refrigerants Frankfurt (mit Sitz in Frankfurt am Main) und Daikin Manufacturing Germany (mit Sitz in Güglingen). Seit 2017 gibt es in Deutschland auch die Daikin Applied Germany (ebenfalls mit Sitz in Frankfurt am Main). Das Unternehmen vertreibt Kaltwassererzeuger, zentrale und dezentrale Lüftungsgeräte.

## Struktur
Im Geschäftsjahr 2022 wurden 91 % des Umsatzes mit Klimaanlagen, 7 % mit Fluorchemikalien und 1 % mit Hydrauliktechnik erwirtschaftet.